# 三ツ川村
三ツ川村（みつかわむら）は、かつて愛知県碧海郡にあった村である。
現在の安城市南部（寺領町・野寺町・木戸町・藤井町など）に該当する。

## 歴史
- 1889年（明治22年）10月1日 - 寺領村、野寺村、木戸村、藤井村が合併し、三ツ川村が発足。
- 1906年（明治39年）5月1日 - 桜井村、藤野村、小川村と合併し、桜井村が発足。同日三ツ川村は廃止。